# Wardebis Rewoluciis Moedani

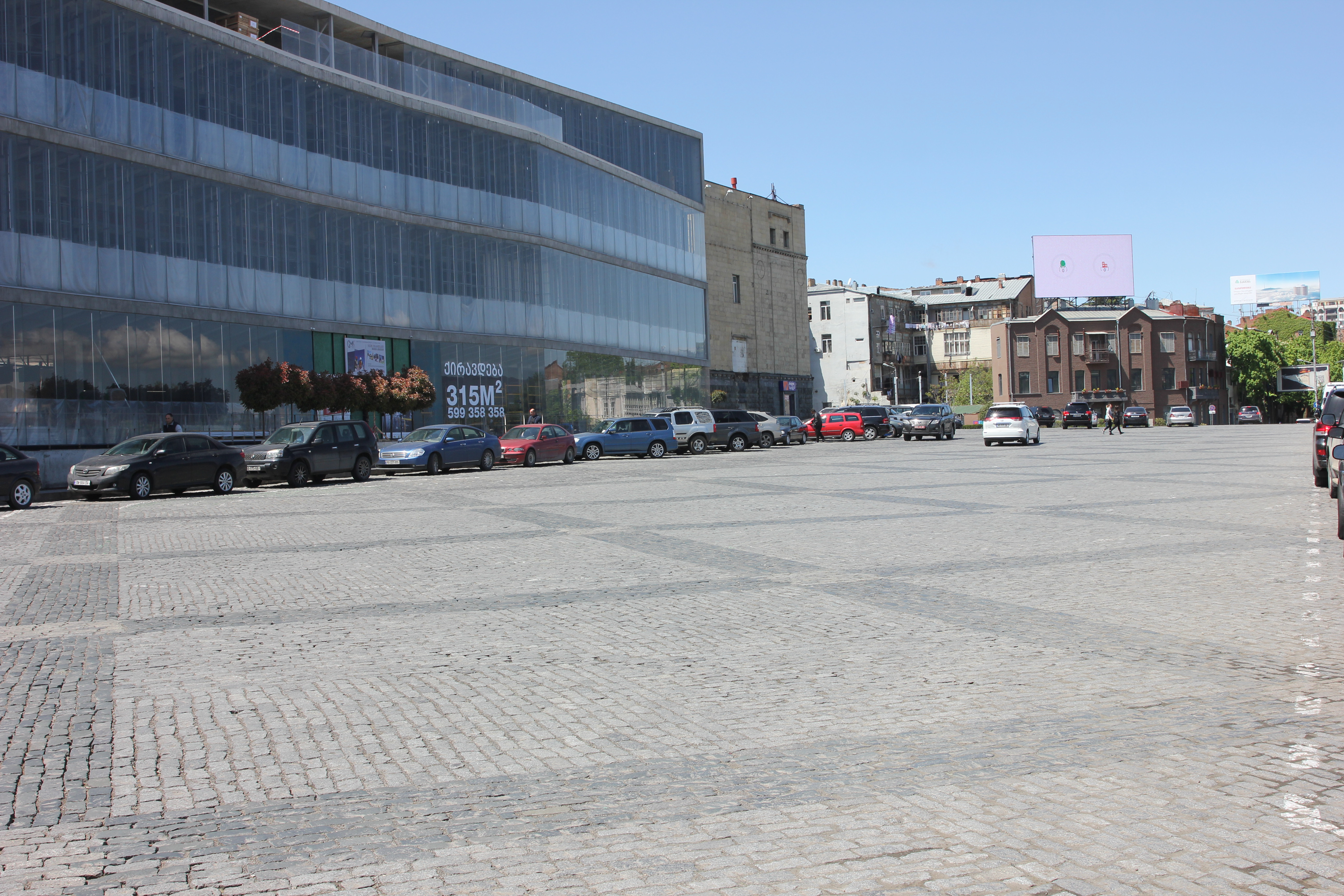
plac Rewolucji Róż

Wardebis Rewoluciis Moedani (gruz. ვარდების რევოლუციის მოედანი, plac Rewolucji Róż) – plac w Tbilisi znajdujący się przy zachodnim końcu alei Rustawelego. Powstał w 1983 roku. Do 2005 roku jego nazwa brzmiała Respublikis Moedani (plac Republiki). Nowa nazwa upamiętnia Rewolucję Róż.
Przy placu znajduje się stacja metra Rustaweli.